# Берёзовка (Нижнетавдинский район)
Берёзовка — посёлок в Нижнетавдинском районе Тюменской области России. Административный центр Берёзовского сельского поселения.

## География
Посёлок находится на западе Тюменской области, в пределах юго-западной части Западно-Сибирской низменности, в зоне подтайги, на расстоянии примерно 20 километров (по прямой) к западу от села Нижняя Тавда, административного центра района. Абсолютная высота — 85 метров над уровнем моря.

### Климат
Климат резко континентальный с холодной продолжительной зимой и коротким тёплым летом. Средняя температура воздуха самого холодного месяца (января) — −18,6 °C (абсолютный минимум — −53 °C); самого тёплого месяца (июля) — 17,6 °C (абсолютный максимум — 38 °С). Безморозный период длится в среднем 111 дней. Среднегодовое количество атмосферных осадков составляет 300—400 мм, из которых 70 % выпадает в тёплый период. Продолжительность залегания снежного покрова составляет в среднем 156 дней.

## История
Основано в 1923 г. По данным на 1926 год выселок Берёзовка состоял из 16 хозяйств. В административном отношении входил в состав Сосновского сельсовета Нижнетавдинского района Тюменского округа Уральской области.

## Население
| 2010 |
| ---- |
| 585  |

По данным переписи 1926 года на выселке проживал 71 человек (34 мужчины и 37 женщин), в том числе: русские составляли 100 % населения.
Согласно результатам переписи 2002 года, в национальной структуре населения русские составляли 87 % из 528 чел., фактически проживают кряшены.